# Razor & Tie
Razor & Tie är ett amerikanskt skivbolag. Skivbolaget arbetar inom musikgenrerna hard rock, alternativ rock och heavy metal, och musiken distribueras av Universal Music Group. Razor & Tie ägs sedan 2018 av skivbolaget Concord Bicycle Music.
Razor & Tie har huvudkontor i New York, men med ytterligare kontor i Los Angeles och Nashville.